# Osiedle Warszawskie (Koło)

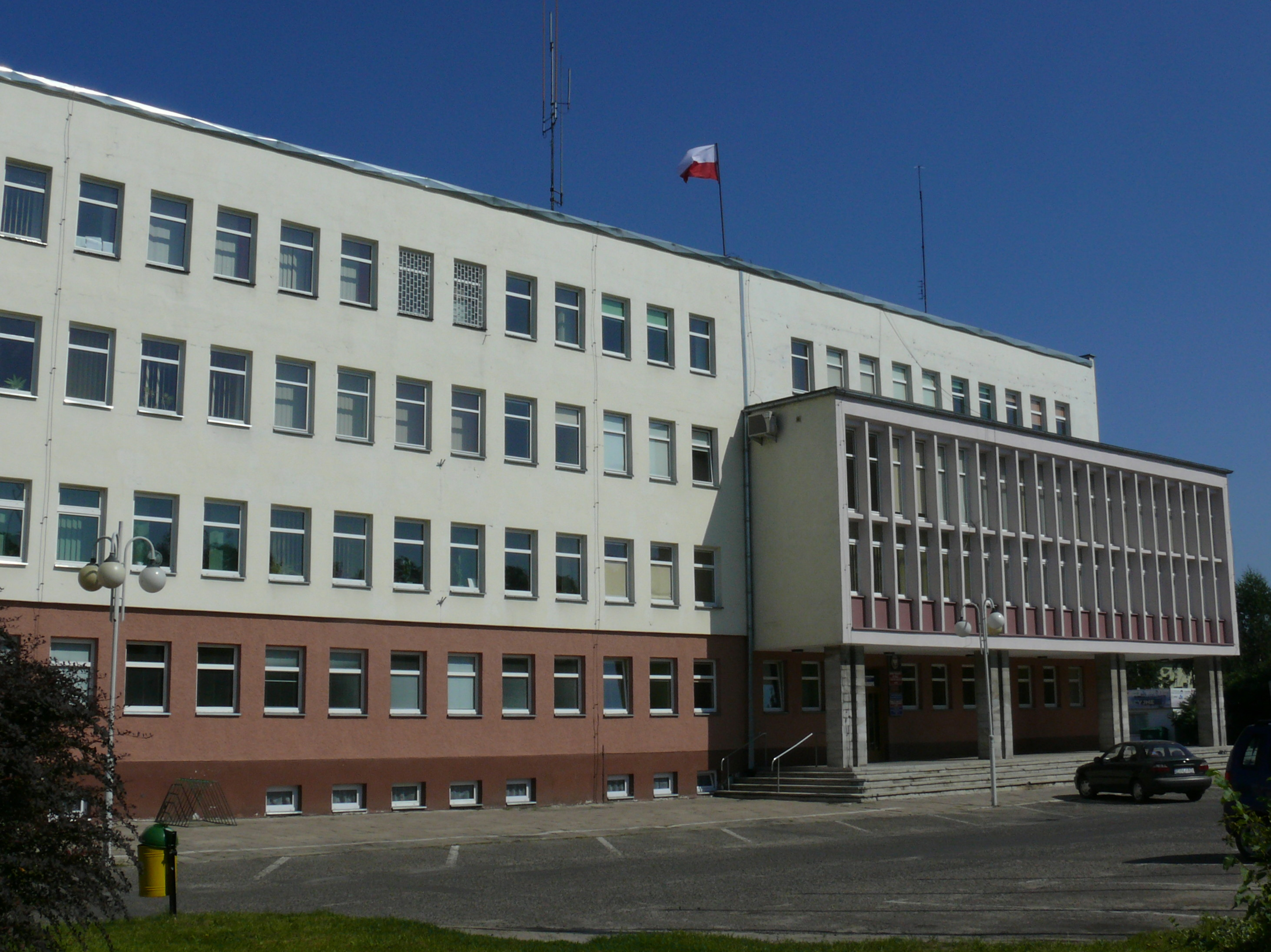
Gmach Starostwa Powiatowego

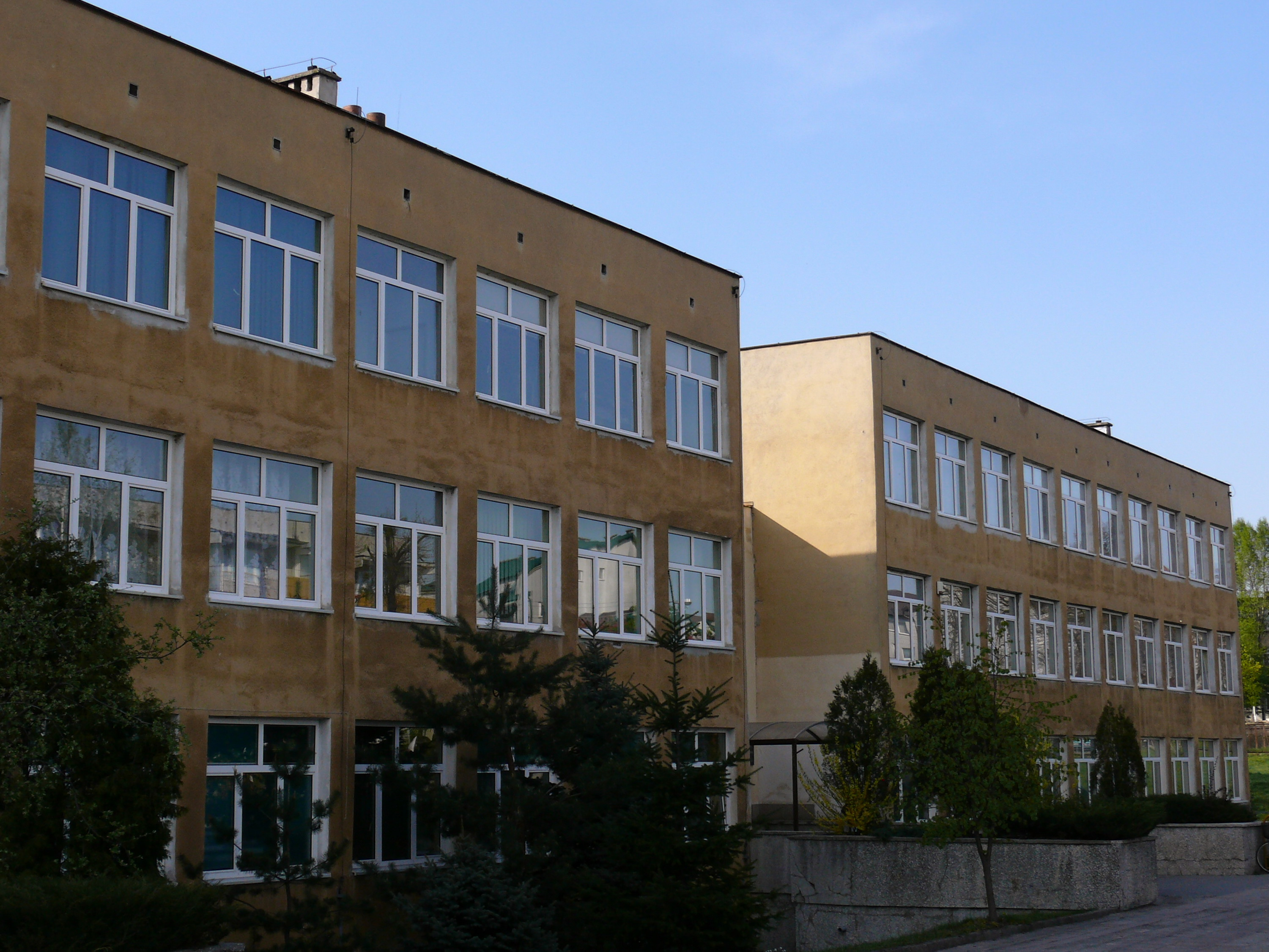
Szkoła Podstawowa nr 5 i Gimnazjum nr 2

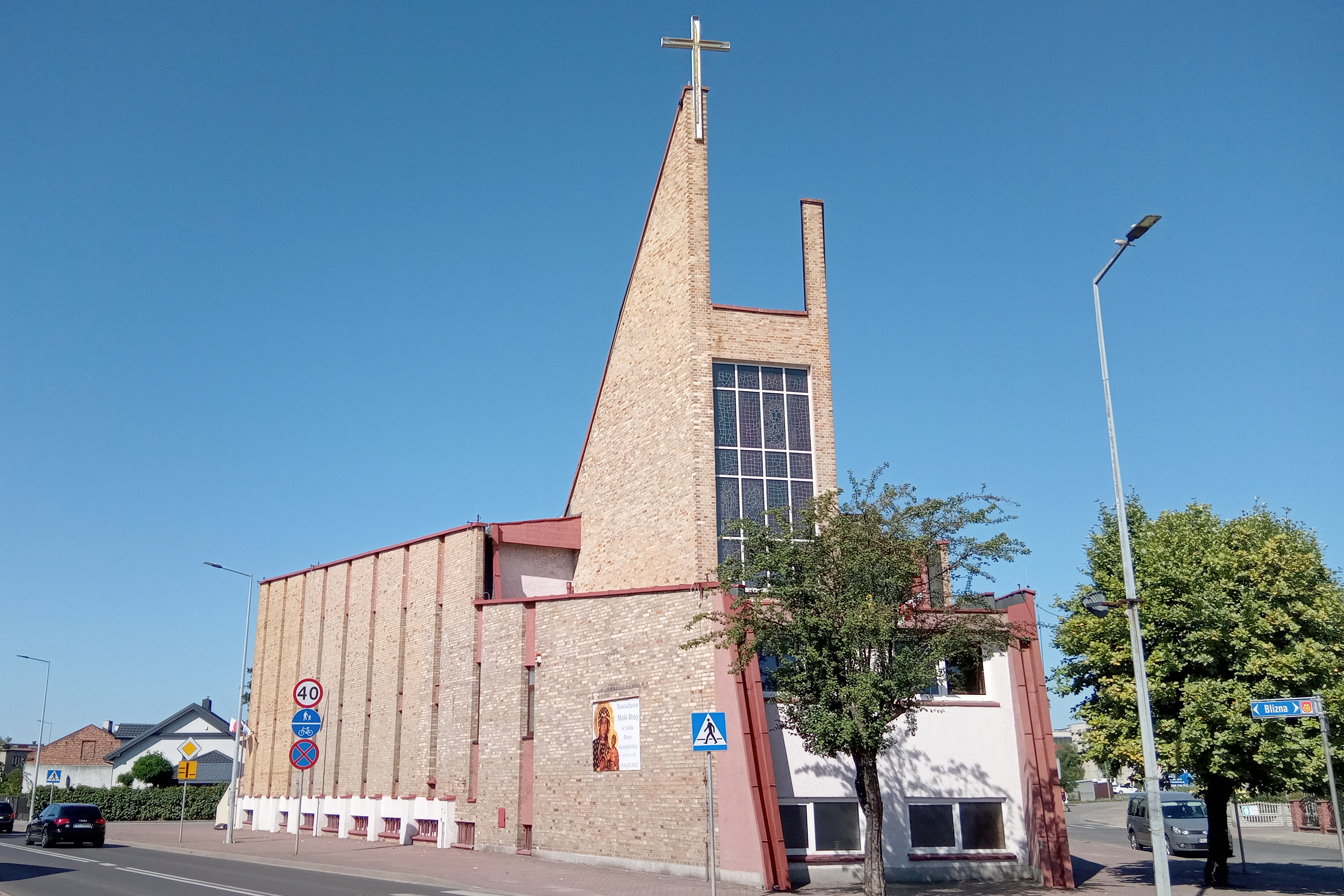
Kościół Matki Bożej Częstochowskiej

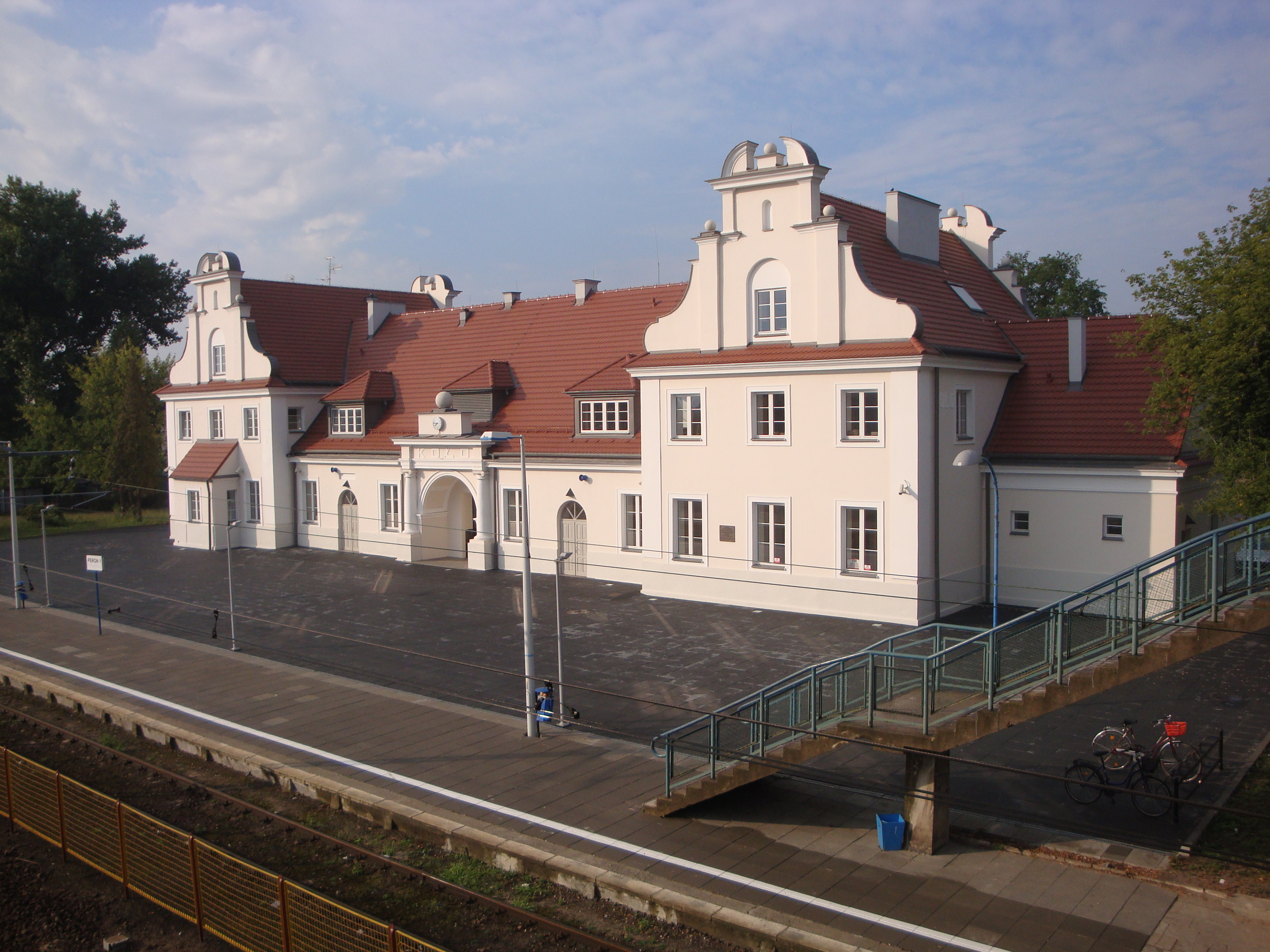
Dworzec kolejowy

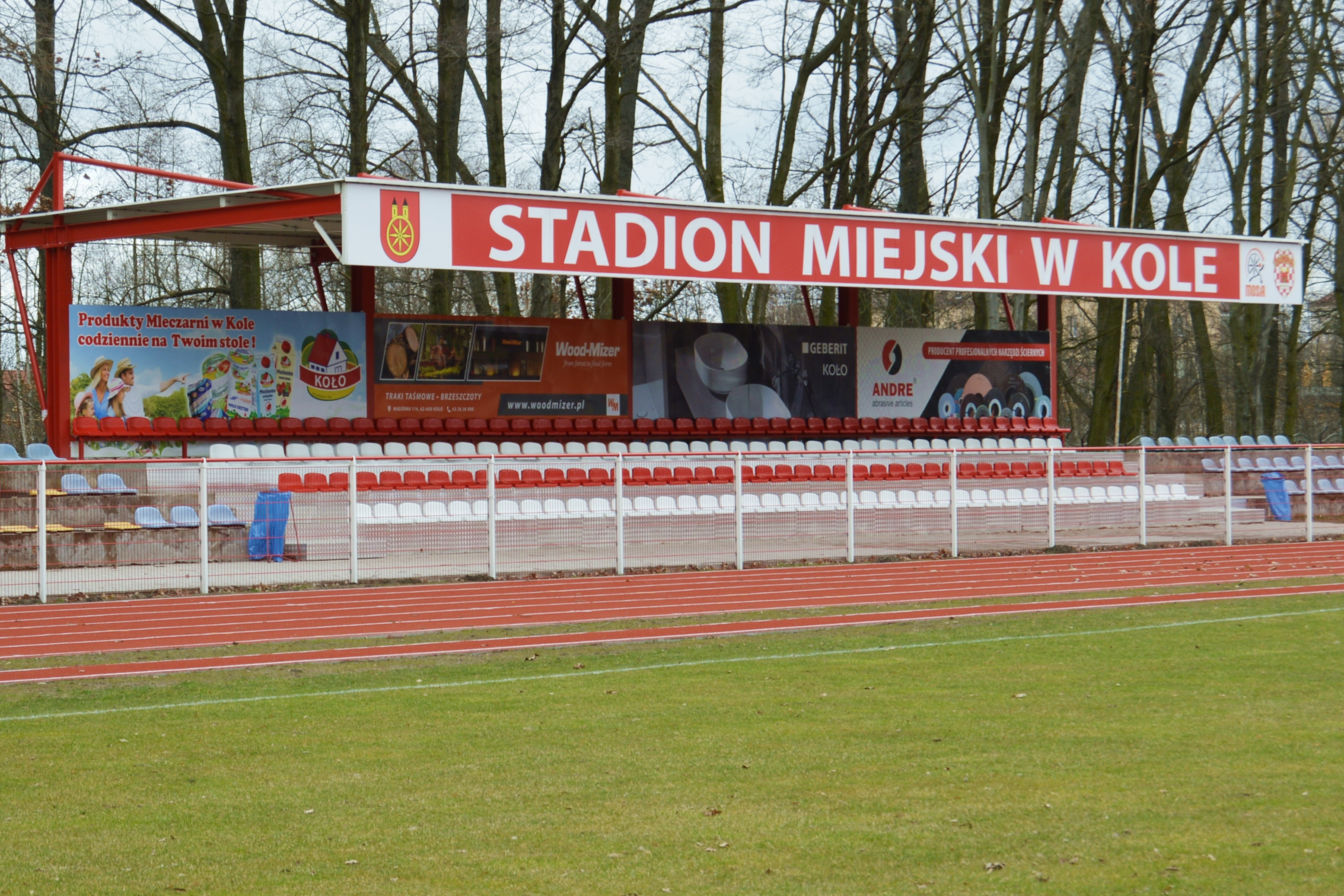
Stadion MOSiR

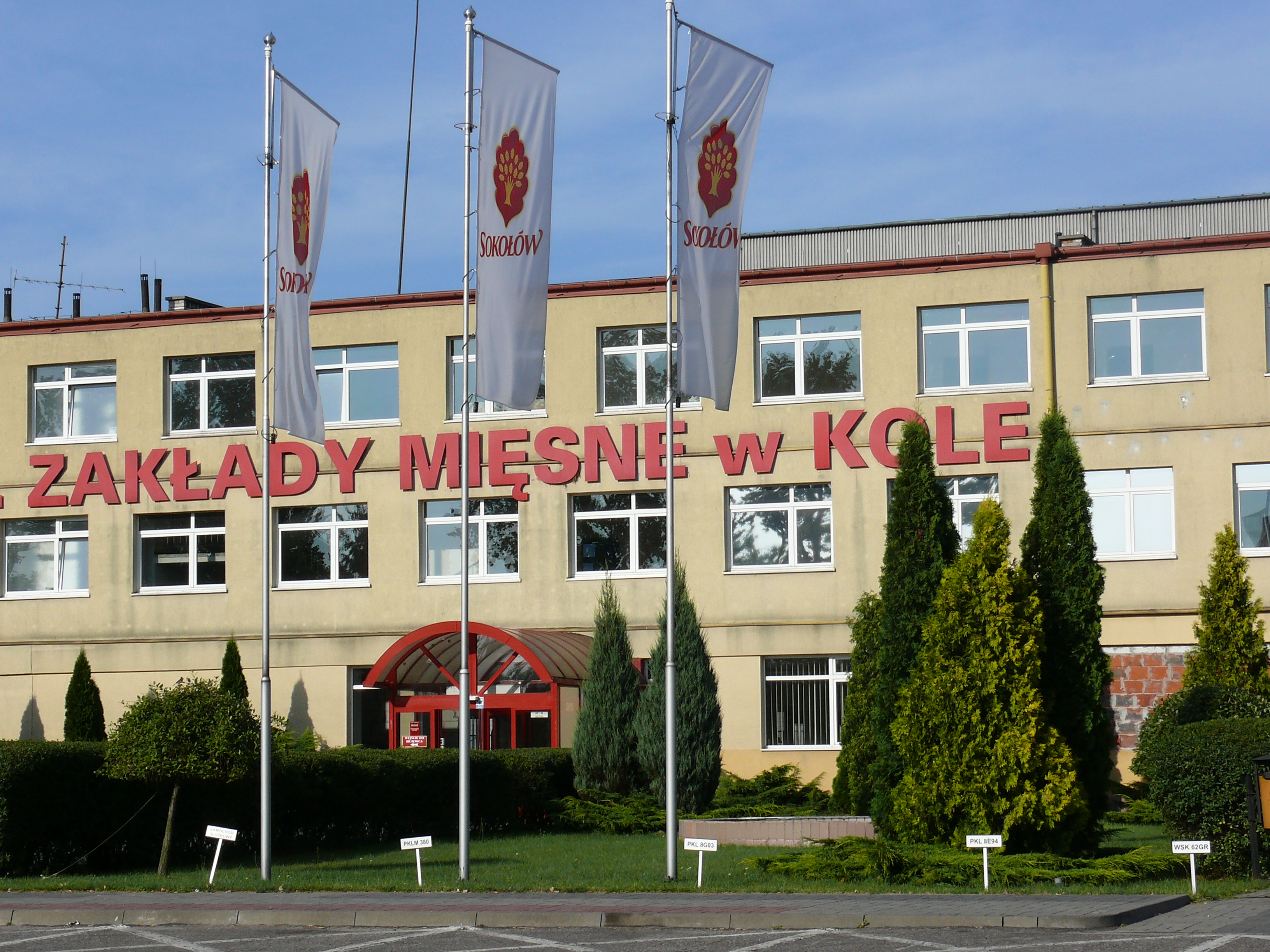
Zakłady Mięsne "Sokołów"

Osiedle Warszawskie w Kole – jedno z czterech osiedli w mieście, położone w jego północnej części, na prawym brzegu rzeki Warty. Zamieszkiwane przez 18 433 mieszkańców (2004).

## Granice administracyjne
Granice osiedla wyznacza ulica Sienkiewicza i rzeka Warta (południową) oraz granice administracyjne miasta Koła (północną i zachodnią). Osiedle Warszawskie graniczy z osiedlami Przedmieście Kaliskie, Płaszczyzna oraz Stare Miasto, a także miejscowościami Ruchenna, Podlesie, Borki, Chojny i Dzierawy położonymi w gminie Koło oraz Gozdowem położonym na terenie gminy Kościelec, a także Osiekiem Wielkim należącym do gminy Osiek Mały.
Administracyjnie osiedle położone jest na terenie czterech parafii rzymskokatolickich. Przedmieście Warszawskie podlega pod kolskie parafie Matki Bożej Częstochowskiej, Podwyższenia Krzyża Świętego i Świętego Bogumiła oraz Świętego Bartłomieja w Osieku Wielkim.

## Historia
Początkowo tylko tereny położone bezpośrednio nad rzeką Wartą należały administracyjnie do miasta Koła. Pozostałą część gruntów dzisiejszego osiedla należały do wsi Blizna, Nagórna, Ruchenna i ościennych. W XV wieku założone zostało Przedmieście Zduny zlokalizowane w dzisiejszych okolicach ulicy Garncarskiej. 9 czerwca 1505 roku garncarze z miasteczka Zduny uzyskali przywilej na zorganizowanie własnego cechu. W 1579 roku w Kole było już 86 rzemieślników, z czego duża część zamieszkiwała na prawym brzegu Warty. 17 sierpnia 1655 roku król szwedzki Karol X Gustaw stanął z 34-tysięcznym wojskiem pod Kołem. Zniszczono wówczas niemal całkowicie Przedmieście Zduny.
W 1823 roku w Kole znajdowały się 42 warsztaty sukiennicze. Pracowało w nich 42 majstrów i 30 czeladników sukienników. W sierpniu 1842 roku poznański kupiec Józef Freudenreich otworzył pierwszą w mieście fabrykę fajansu. Zlokalizowano ją przy ulicy Sienkiewicza. W roku 1876 czynne były: fabryka półporcelany Freudenreicha oraz cztery fabryki fajansu: Teichfelda, Freudenreicha, Reicherta i Raucha, a ich produkty osiągnęły wartość na sumę 130 tys. rubli. Działy również: fabryka wyrobów szklanych Lauterbacha, fabryka Lindemanna, produkująca nawóz sztuczny z kości i kościany węgiel. W 1874 roku Kowalski założył browar, a w 1879 roku uruchomiona została fabryka narzędzi rolniczych Zawadzkiego, później Ostrowskiego. W 1890 roku pobudowano tartak, a w 1900 roku działała już druga cegielnia.
7 czerwca 1882 roku wmurowano kamień węgielny pod budowę świątyni ewangelicko-augsburskiej, którą zakończoną poświęceniem kościoła – 15 listopada 1883 r. W budowę czynnie włączał się hrabia Aleksander Kreutz z Kościelca oraz lokalni luteranie. W latach 1902–1904 zbudowano plebanię (obecnie użytkowaną przez Miejską i Powiatową Bibliotekę Publiczną).
1 listopada 1921 roku otwarto linię kolejową z Kutna do Strzałkowa ze stacją w Kole. W 1924 roku osiedle powiększyło swój obszar o wsie Blizna i Nagóra, od dawna ściśle związane z miastem. W 1928 roku otwarto do użytku dworzec kolejowy autorstwa Romualda Millera. W latach 30. XX wieku otwarto przychodnię lekarską oraz pierwszy blok wielorodzinny przy ulicy Toruńskiej. 2 września 1939 roku nad Kołem pojawiły się pierwsze niemieckie bombowce, które zbombardowały stację kolejową. Zginęło wówczas ponad 100 osób, głównie cywilów ewakuowanych pociągiem z Krotoszyna, Leszna i Jarocina w głąb kraju. 5 września miał miejsce drugi nalot lotnictwa niemieckiego.
Po przejęciu władzy przez Niemców, rozpoczęto gruntowną przebudowę miasta. Wybudowano kilkadziesiąt bloków mieszkalnych przy ul. Garncarskiej. W Kole planowano utworzyć ośrodek przemysłowy i górniczy. Plany pokrzyżowało zdobycie miasta przez Armię Czerwoną 20 stycznia 1945 roku. Najcięższe walki toczyły się w rejonie cegielni przy ul. Nagórna. Pierwsi żołnierze wkroczyli do miasta o godzinie 16:30. Zginęło 132 żołnierzy radzieckich i polskich. 
W 1957 roku rozpoczęto realizację planu sześcioletniego, który nadał Kołu nowy charakter – z ubogiego miasta rzemieślniczego, stało się lokalnym ośrodkiem przemysłowym. W latach 1960–1961 powstał Zakład Wyrobów Sanitarnych. W 1961 r. rozpoczęto budowę pierwszego osiedla bloków wielorodzinnych przy ul. Broniewskiego. 1 stycznia 1962 roku swoją działalność rozpoczęła Fabryka Materiałów i Wyrobów Ściernych "Korund", która w latach swojej świetności zatrudniała 3000 pracowników. Jesienią rozpoczęto elektryfikację linii kolejowej z Poznania do Warszawy. W roku 1972 do miasta włączono fragmenty wsi Ruchenna wraz ze Szkołą Podstawową nr 4. Od lipca 1972 do grudnia 1973 wybudowano w Kole zakłady mięsne. Wraz z zakładem postawiono 9 bloków mieszkalnych. Kolejny zakład to wybudowana w latach 1973–1975 spółdzielnia mleczarska.
W lutym 1977 roku oddano do użytku pierwsze bloki wielorodzinne przy ul. Sienkiewicza. 11 czerwca 1980 roku oddano do użytku pierwsze bloki mieszkalne przy ul. Kolejowej. 16 lipca 1981 roku bp włocławski Jan Zaręba erygował nową parafię pod wezwaniem Matki Bożej Częstochowskiej. Poświęcono także kościół kształtem przypominający barkę, znajdujący się miejscu istnienia dawnej murowanej kaplicy.
30 maja 2009 roku przed gmachem starostwa powiatowego odsłonięto pomnik k-dronu wynalezionego przez Janusza Kapustę. W 2010 roku rozpoczęła się budowa krytej pływalni przy ul. Kolejowej, którą otwarto w 2014 roku.

## Obiekty
W obrębie osiedla znajdują się m.in.:
- kościół ewangelicko-augsburski Opatrzności Bożej z 1882 r.
- fabryka fajansu z 1842 r.
- dom, ul. Sienkiewicza 7 z 1912 r.
- kościół Matki Bożej Częstochowskiej
- cmentarz wojenny
- Szkoła Podstawowa nr 3 im. Marii Konopnickiej
- Szkoła Podstawowa nr 4 im. Kawalerów Orderu Uśmiechu
- Szkoła Podstawowa nr 5 im. Arkadego Fiedlera
- Liceum Ogólnokształcące im. Kazimierza Wielkiego
- Zespół Szkół Ekonomiczno-Administracyjnych
- Zespół Szkół Plastycznych (do 2016)
- Zespół Szkół Technicznych
- siedziba Starostwa Powiatowego
- dworzec kolejowy
- siedziba Telewizji Kablowej
- stadion Miejskiego Ośrodka Sportu i Rekreacji
- kryta pływalnia

## Ulice
Osiedle Warszawskie obejmuje ulice:
| - Jacka Bąkowskiego - Michała Beksiaka - Blizna - Boguszyniecka - Władysława Broniewskiego - Brzozowa - Ceramiczna - Bolesława Chrobrego - Dojazdowa - Energetyczna - Czesława Freudenreicha - Garncarska - Władysława Grabskiego - Jana Pawła II, aleja - Władysława Klimaszewskiego - Klonowa - Kolejowa - Konwaliowa - Krokusowa - Krystiana Lendli - księdza biskupa Czesława Lewandowskiego Czesława - majora Ryszarda Malczewskiego - Stanisława Mikołajczyka - Miodowa - Nagórna - Narcyzowa - Niezłomnych - księdza Serafina Opałki - Ignacego Paderewskiego - Polskiego Czerwonego Krzyża - Piaski | - Poległych - błogosławionego księdza Jerzego Popiełuszki - Powstania Warszawskiego - Powstańców Śląskich - Powstańców Wielkopolskich - Bolesława Prusa - Przesmyk - Przemysłowa - Różana - Henryka Sienkiewicza - Składowa - Sosnowa - Sportowa - Spółdzielców - Storczykowa - Ślusarska - Toruńska - Towarowa - Tulipanowa - Juliana Tuwima - Wąska - Wiejska - Wincentego Witosa - Włocławska - Piotra Wojciechowskiego - Zachodnia - Zakładowa - Aleksandra Zawadzkiego - Zduny - Zegarowa - Zielona |